# Socotra
Quần đảo Socotra nằm ở phía tây bắc Ấn Độ Dương, gần vịnh Aden, dài 250 km bao gồm 4 hòn đảo chính và 2 đảo đá. 
Quần đảo có tầm quan trọng vì tính đa dạng sinh học của nó, với hệ động thực vật phong phú và khác biệt, bao gồm: 37% số loài thực vật tương ứng 825 loài, 90% số bò sát và 95% số loài ốc ở Socotra không có ở bất cứ nơi nào khác trên thế giới. Nơi đây cũng là nơi trú ngụ của 192 loài chim, trong đó còn có một số loại đang bị đe dọa. Sinh vật biển ở Socotra cũng rất đa dạng, với 253 loài san hô, 730 loài cá và 300 loài cua, tôm.
Socotra là một trong những nơi quan trọng, đa dạng sinh học và khác biệt nhất trên thế giới. Chính vì cậy, nó được mệnh danh là Galapagos của Ấn Độ Dương. Năm 2008, quần đảo Socotra được đưa vào danh sách di sản thiên nhiên thế giới
Đảo chính Socotra có diện tích 3.607 km²  và đứng thứ 149 trên thế giới.